# Coluber
Genre
Synonymes
- Masticophis Baird & Girard, 1843

Coluber est un genre de serpents de la famille des Colubridae.

## Répartition
Les douze espèces de ce genre se rencontrent en Amérique du Nord, en Amérique centrale et en Amérique du Sud.

## Liste des espèces
Selon The Reptile Database (17 août 2015) :
- Coluber anthonyi (Stejneger, 1901)
- Coluber aurigulus (Cope, 1861)
- Coluber barbouri Van Denburgh & Slevin, 1921
- Coluber bilineatus (Jan, 1863)
- Coluber constrictor Linnaeus, 1758
- Coluber flagellum Shaw, 1802
- Coluber fuliginosus (Cope, 1895)
- Coluber lateralis (Hallowell, 1853)
- Coluber mentovarius (Duméril, Bibron & Duméril, 1854)
- Coluber schotti (Baird & Girard, 1853)
- Coluber slevini (Lowe & Norris, 1955)
- Coluber taeniatus (Hallowell, 1852)

## Taxinomie
Par le passé ce genre fut un « fourre-tout » où se sont retrouvées de nombreuses espèces (telles certains cobras). C'est pourquoi certaines classifications plus anciennes font état d'un nombre beaucoup plus élevé d'espèces.

## Étymologie
Le nom de ce genre vient du latin coluber, désignant la couleuvre mâle.

## Publication originale
- Linnaeus, 1758 : Systema naturae per regna tria naturae, secundum classes, ordines, genera, species, cum characteribus, differentiis, synonymis, locis, ed. 10 (texte intégral).